# 渇いた太陽
『渇いた太陽』（かわいたたいよう、原題: Sweet Bird of Youth）は、1962年製作のアメリカ映画である。

## 概要
テネシー・ウィリアムズの戯曲『青春の甘き小鳥』 (Sweet Bird of Youth) を原作としている。なお、ウィリアムズ原作、リチャード・ブルックス監督・脚本、ポール・ニューマン主演は、1958年の『熱いトタン屋根の猫』に次いで2作目である。
ジェラルディン・ペイジがゴールデングローブ賞 主演女優賞 (ドラマ部門)を受賞し、エド・ベグリーが第35回アカデミー賞の助演男優賞を受賞した。

## あらすじ
この作品は、出世と野望に燃える青年、若さと美貌の衰えに絶望した女優、父親の政治欲に利用されている青年のかつての恋人が醸し出す愛憎の人間ドラマである。かつてのセクシー女優アレクサンドラ（ページ）は、映画界にイヤ気がさして失踪した。彼女はパームビーチのビーチボーイをしていたチャンス（ニューマン）を付き人に雇い、南部の町セント・クラウドへ移った。ここはチャンスの故郷で、彼は初恋の女性ヘブンリー（シャーリー・ナイト）と再会する。

## キャスト
| 役名                         | 俳優                     | 日本語吹替 |
| ---------------------------- | ------------------------ | ---------- |
| チャンス・ウェイン           | ポール・ニューマン       | 江角英明   |
| アレクサンドラ・デル・ラーゴ | ジェラルディン・ペイジ   | 水城蘭子   |
| ヘブンリー・フィンレー       | シャーリー・ナイト       | 山本嘉子   |
| フィンレー                   | エド・ベグリー           | 緑川稔     |
| トーマス・J・フィンレーJr.   | リップ・トーン           |            |
| ノニー                       | ミルドレッド・ダンノック |            |
| ルーシー                     | マデリーン・シャーウッド | 桂玲子     |
| ジョージ・スカダー           | フィリップ・アボット     | 増岡弘     |
| スコッティ                   | コリー・アレン           |            |
| バド                         | バリー・ケーヒル         |            |
| ダン・ハッチャー             | ダブ・テーラー           |            |
| リロイ                       | ジェームズ・ダグラス     |            |
| ベン・ジャクソン             | バリー・アトウォーター   |            |
| ヘンリックス市長             | チャールズ・アーント     |            |

- 日本語吹替：初回放送1975年12月15日『月曜ロードショー』

## 原作の舞台版
原作の戯曲『青春の甘き小鳥』を、映画の邦題と同じ『渇いた太陽』で、2013年に平田綾子の訳、深作健太の演出、浅丘ルリ子と上川隆也の主演で日本で公演。